# Temporada 1981-82 de los Denver Nuggets
La temporada 1981-82 fue la sexta de los Denver Nuggets en la NBA, tras la fusión de la liga con la ABA, donde había jugado nueve temporadas. La temporada regular acabó con 46 victorias y 36 derrotas, ocupando el cuarto puesto de la conferencia Oeste, clasificándose para los playoffs, en los que cayeron en primera ronda ante Phoenix Suns.

## Elecciones en elDraft
| Ronda | Puesto | Jugador         | Posición  | Nacionalidad   | Universidad        |
| ----- | ------ | --------------- | --------- | -------------- | ------------------ |
| 2     | 34     | Ken Green       | Ala-Pívot | Estados Unidos | Texas-Pan American |
| 10    | 211    | Derrick Rowland | Escolta   | Estados Unidos | Potsdam State*     |

## Temporada regular
| División Medio Oeste | División Medio Oeste | División Medio Oeste | División Medio Oeste | División Medio Oeste | División Medio Oeste | División Medio Oeste | División Medio Oeste | División Medio Oeste |
| Equipo               | G                    | P                    | %                    | PD                   | Casa                 | Fuera                | Div                  |                      |
| -------------------- | -------------------- | -------------------- | -------------------- | -------------------- | -------------------- | -------------------- | -------------------- | -------------------- |
| y-San Antonio Spurs  | 48                   | 34                   | .585                 | –                    | 29–12                | 19–22                | 20–10                |                      |
| x-Denver Nuggets     | 46                   | 36                   | .561                 | 2.0                  | 29–12                | 17–24                | 19–11                |                      |
| x-Houston Rockets    | 46                   | 36                   | .561                 | 2.0                  | 25–16                | 21–20                | 17–13                |                      |
| Kansas City Kings    | 30                   | 52                   | .366                 | 18.0                 | 23–18                | 7–34                 | 11–19                |                      |
| Dallas Mavericks     | 28                   | 54                   | .341                 | 20.0                 | 16–25                | 12–29                | 11–19                |                      |
| Utah Jazz            | 25                   | 57                   | .305                 | 23.0                 | 18–23                | 7–34                 | 9–21                 |                      |

## Playoffs

### Primera ronda
Denver Nuggets vs. Phoenix Suns 
| Fecha       | Partido                              | Ciudad  |
| ----------- | ------------------------------------ | ------- |
| 20 de abril | Denver Nuggets 129, Phoenix Suns 113 | Denver  |
| 23 de abril | Phoenix Suns 126, Denver Nuggets 110 | Phoenix |
| 24 de abril | Denver Nuggets 119, Phoenix Suns 124 | Denver  |
|             | Phoenix Suns gana las series 1-2     |         |

## Estadísticas
| Rk | Jugador         | Edad | P  | PT | MP   | TC   | TCI  | %TC  | T3  | T3I | %T3   | TL  | TLI | %TL  | RO  | RD  | RT  | AS  | RB  | TAP | BP  | FP  | PTS  |
| -- | --------------- | ---- | -- | -- | ---- | ---- | ---- | ---- | --- | --- | ----- | --- | --- | ---- | --- | --- | --- | --- | --- | --- | --- | --- | ---- |
| 1  | Alex English    | 28   | 82 | 82 | 36.8 | 10.4 | 18.9 | .551 | 0.0 | 0.1 | .000  | 4.5 | 5.4 | .840 | 2.6 | 4.2 | 6.8 | 5.3 | 1.1 | 1.5 | 3.2 | 3.2 | 25.4 |
| 2  | Kiki Vandeweghe | 23   | 82 | 78 | 33.8 | 8.6  | 15.4 | .560 | 0.0 | 0.2 | .077  | 4.2 | 4.9 | .857 | 1.8 | 3.8 | 5.6 | 3.0 | 0.6 | 0.4 | 2.3 | 2.6 | 21.5 |
| 3  | T.R. Dunn       | 26   | 82 | 80 | 30.7 | 3.1  | 6.1  | .512 | 0.0 | 0.0 | .000  | 1.9 | 2.6 | .712 | 2.6 | 4.2 | 6.8 | 2.3 | 1.6 | 0.4 | 1.5 | 2.6 | 8.2  |
| 4  | Dan Issel       | 33   | 81 | 81 | 30.5 | 8.0  | 15.3 | .527 | 0.0 | 0.1 | .667  | 6.7 | 8.1 | .834 | 2.1 | 5.4 | 7.5 | 2.2 | 0.8 | 0.7 | 2.1 | 3.0 | 22.9 |
| 5  | Billy McKinney  | 26   | 81 | 27 | 24.2 | 4.6  | 8.6  | .528 | 0.0 | 0.2 | .000  | 1.7 | 2.1 | .806 | 0.4 | 1.4 | 1.8 | 4.2 | 0.9 | 0.2 | 1.4 | 2.3 | 10.8 |
| 6  | Kenny Higgs     | 27   | 76 | 49 | 22.3 | 2.7  | 6.2  | .432 | 0.1 | 0.3 | .190  | 2.1 | 2.6 | .817 | 0.3 | 1.6 | 1.9 | 5.2 | 0.9 | 0.1 | 2.1 | 3.5 | 7.5  |
| 7  | Dave Robisch    | 32   | 12 | 0  | 21.4 | 4.0  | 8.8  | .453 | 0.0 | 0.0 |       | 4.0 | 4.6 | .873 | 1.2 | 4.1 | 5.3 | 2.7 | 0.3 | 0.3 | 1.1 | 2.4 | 12.0 |
| 8  | Glen Gondrezick | 26   | 80 | 0  | 21.2 | 3.1  | 6.2  | .505 | 0.0 | 0.0 | .000  | 2.0 | 2.7 | .737 | 1.8 | 3.5 | 5.3 | 1.9 | 1.2 | 0.5 | 1.3 | 2.9 | 8.3  |
| 9  | David Thompson  | 27   | 61 | 5  | 20.4 | 5.1  | 10.6 | .486 | 0.1 | 0.2 | .286  | 4.5 | 5.6 | .814 | 0.9 | 1.5 | 2.4 | 1.9 | 0.6 | 0.5 | 2.3 | 2.4 | 14.9 |
| 10 | Cedrick Hordges | 25   | 77 | 1  | 17.8 | 2.6  | 5.4  | .493 | 0.0 | 0.2 | .231  | 1.5 | 2.6 | .583 | 1.5 | 3.6 | 5.1 | 0.8 | 0.3 | 0.2 | 1.4 | 3.0 | 6.8  |
| 11 | John Roche      | 32   | 39 | 2  | 12.8 | 1.7  | 3.8  | .453 | 0.6 | 1.3 | .442  | 0.7 | 1.0 | .737 | 0.1 | 0.5 | 0.6 | 2.3 | 0.4 | 0.1 | 0.7 | 1.0 | 4.8  |
| 12 | David Burns     | 23   | 6  | 1  | 8.8  | 0.8  | 1.8  | .455 | 0.0 | 0.0 |       | 1.0 | 1.5 | .667 | 0.2 | 0.3 | 0.5 | 1.8 | 0.3 | 0.0 | 1.3 | 2.2 | 2.7  |
| 13 | James Ray       | 24   | 40 | 4  | 6.6  | 1.3  | 2.9  | .440 | 0.0 | 0.0 | 1.000 | 0.5 | 0.9 | .583 | 0.5 | 1.2 | 1.6 | 0.7 | 0.3 | 0.4 | 0.9 | 1.5 | 3.1  |

## Galardones y récords
| Jugador      | Galardón                     |
| Alex English | 2.º Mejor quinteto de la NBA |